# Кароно Варезино
Каро̀но Варезѝно (на италиански: Caronno Varesino; на ломбардски: Caronn, Карон) е малко градче и община в Северна Италия, провинция Варезе, регион Ломбардия. Разположено е на 403 m надморска височина. Населението на общината е 4876 души (към 2017 г.).